# 中垣内祐一
中垣内 祐一（なかがいち ゆういち、1967年11月2日 - ）は、日本の元男子バレーボール選手（元全日本主将）、指導者。福井工業大学スポーツ健康科学部教授。筑波大学卒業。

## 来歴
福井県福井市出身。中学生のときにバレーボールをはじめ、福井県立藤島高校では全国大会への出場はかなわなかったが、卒業後に1986年に筑波大学体育専門学群に入学すると才能が開花。大学1年からレギュラーになり、在学中の1989年には全日本代表に初選出。同年開催のワールドカップに初出場。
大学を卒業した1990年に新日鐵入部。ルーキーイヤーにMVPや新人賞・ベスト6など数々の賞を総なめにするなど、90年代を代表する男子バレーボールのスーパーエースとして活躍。1992年バルセロナ五輪等、数々の国際大会に出場し、1994年には全日本の主将を務めた。2000年にシドニー五輪出場を逃し、全日本代表を退く。2004年に現役引退。
堺ブレイザーズ監督に就任。2005-2006年シーズン、Vリーグ優勝。2009年5月に堺ブレイザーズ監督を辞任、チームアドバイザーに就任。同年夏から日本オリンピック委員会スポーツ指導者海外研修員として海外へ2年間派遣され、2011年4月より2013年1月までは諸隈直樹と共に男子日本代表コーチを務めた。その後約3年間は、堺の経営母体である当時の新日鉄住金で社業に専念し、鋼矢板などの建材の営業を担当する。
2016年に堺ブレイザーズ部長に就任。
2016年10月25日、日本バレーボール協会理事会で理事16人による多数決により、バレーボール男子日本代表の監督に選出された。その就任会見で、全日本代表コーチ時代の自身の不倫について触れ謝罪した。
2016年11月9日、堺ブレイザーズ部長として2017年度新入団内定選手の自宅へ獲得挨拶の為に向かおうとして社用車を自ら運転中、広島県庄原市東城町の中国自動車道下り線に於いて、工事規制中の男性警備員を撥ねる交通事故を起こしたことを受け、中垣内は報道陣に対して事故の謝罪と経緯説明を行った。12月13日、日本バレーボール協会は中垣内に対して譴責処分とすることを発表した。2017年5月11日、日本バレーボール協会は中垣内の対外的な活動を当面控えるとして、フィリップ・ブランコーチを監督代行とすることを発表した。
同年5月22日、大阪簡易裁判所から罰金70万円の略式命令を受けた。6月8日から全日本監督に復帰した。復帰後は実質的な指揮と選手の起用をブランに委ね、自身は「総監督」的立場でのチームのまとめ役となっていた。
2021年の東京オリンピック及び同年9月のバレーボールアジア選手権終了後に監督を退任。後任にはブランがコーチから昇格した。その後、堺の部長に復帰し1シーズン部長を務めた。
2022年6月28日、6月30日付で堺を退団すると発表された。退団後は新たな人生にチャレンジすると話している。
退団後は福井へ帰郷し実家を継ぎ専業の米農家として農業に従事している。また中垣内が地元に戻ったことを知った学校法人金井学園の関係者からの誘いがあり、2022年10月1日付で金井学園傘下の福井工業大学教授に就任し、合わせて同大や福井工業大学附属福井高等学校など系列の中学校・高等学校のバレーボール部の総監督にも就任した。2024年現在は平日は大学で授業や論文指導を受け持ち、系列校の総監督として実技指導を行う傍ら、休日は農業を営む兼業農家として活動している。SVリーグのシーズン開幕からは古巣である日本製鉄堺ブレイザーズの一部の試合においてコーチ登録としてベンチ入りしている。

## 人物・エピソード
- 名字に由来するガイチのニックネームでもよく知られ、本業のほかにルックスのよさからモデルやタレント活動などもしていた。
- 最高到達点は346cmで、全盛期のジャンプ力は1m以上あったといわれている。
- 筑波大学での同級生にサッカーの井原正巳と中山雅史、バスケットボールの金子寛治らがいる。

## 所属チーム

### 選手
- 福井県立藤島高等学校
- 筑波大学
- 新日鐵・堺ブレイザーズ（1990-2004年）

### 指導者
- 堺ブレイザーズ
  - 監督（2005-2009年）
  - アドバイザー（2009-2012年）

- 男子日本代表
  - コーチ（2011-2013年）
- 堺ブレイザーズ
  - 部長（2016-2017年）
- 男子日本代表
  - 監督（2017-2021年）
- 堺ブレイザーズ
  - 部長（2021-2022年）
- 金井学園
  - 総監督（2022年-）

## 球歴
- 全日本代表としての主な国際大会出場歴
  - オリンピック - 1992年
  - 世界選手権 - 1990年、1994年、1998年
  - ワールドカップ - 1989年、1991年、1995年

## 受賞歴
- 1990年 - 第24回日本リーグ 最高殊勲選手、猛打賞、新人賞、ベスト6
- 1991年 - 第25回日本リーグ 敢闘賞、猛打賞、ベスト6
- 1992年 - 第26回日本リーグ 猛打賞、ベスト6
- 1993年 - 第27回日本リーグ ベスト6
- 1994年 - 第1回Vリーグ 敢闘賞、ベスト6
- 1995年 - 第2回Vリーグ 敢闘賞、ベスト6
- 1996年 - 第3回Vリーグ 最高殊勲選手、ベスト6
- 1997年 - 第4回Vリーグ 最高殊勲選手、ベスト6
- 1999年 - 第6回Vリーグ ベスト6
- 2007年 - Vリーグ栄誉賞（優勝貢献、個人記録）

## 解説者として
- 現役中から春高バレーの解説を行っている。引退後は2003年W杯男子大会の解説を行っている。殆どの試合において、全日本の先輩である川合俊一とコンビを組んでいる。
- 解説のほかにも番組の会場リポーターも行っている。

## 著書
- ガイチ主義（1994年） ISBN 4-89-084003-6
- スポーツの知と技 - トップ・アスリートへの軌跡（1998年共著）ISBN 4-46-926390-7
- 中垣内祐一のファンダメンタルバレーボール（2004年）ISBN 4-58-303832-1